# فهرست دانشگاه‌های اورگن
- دانشگاه اورگن
- دانشگاه ایالتی اورگن
- دانشگاه ایالتی پورتلند
- دانشگاه ویلامت
- دانشگاه مریل هرست
- دانشگاه پاسفیک
- دانشگاه اورگن شرقی
- دانشگاه جورج فاکس
- دانشگاه بهداشت و علوم اورگن